# Dmitri Loskov
Dmitri Viacheslávovich Loskov (en ruso: Дми́трий Вячесла́вович Лосько́в; Kurgán, Unión Soviética, 12 de febrero de 1974) es un exfutbolista ruso. Fue un mediocampista ofensivo que brilló en el FC Lokomotiv Moscú.

## Biografía
Inició su carrera en el modesto Mettalist Kourgan en 1990 antes de fichar por el Rostselmash Rostov-on-Don, hoy FK Rostov, en 1992. Tras haber jugado seis partidos con el primer equipo es relegado al filial donde marcó 12 goles en 29 partidos. 
Sus buenas actuaciones (25 goles en 115 partidos) le permiten dar el salto al Lokomotiv de Moscú quien lo ficha en 1997. A pesar de una buena primera temporada, marcando seis goles en 23 partidos no logró consolidarse como titular hasta la temporada siguiente en la que su equipo alcanzó las semifinales de la UEFA. Desde entonces fue el número 10 indiscutible de su equipo hasta 2007.
En 2007 fichó por el Saturn Ramenskoïe.
Tras su paso por Saturn Ramenskoïe, retorna a FC Lokomotiv Moscú el 27 de julio de 2010 hasta el final de la temporada 2012-13.
El 24 de febrero de, 2017 la "Locomotora" fichó a Loskov como jugador para participar en el campeonato ruso, mediante la firma de un contrato con él hasta el final de la temporada 2016/17. El 13 de mayo Loskov llevó a cabo un partido de despedida para el partido de la 28ª ronda del Campeonato de Rusia en contra de Orenburg. Pasó en el campo de juego trece minutos y luego reemplazado por Aleksey Miranchuk.
Debutó internacionalmente el 31 de mayo de 2000, en un partido amistoso frente a Eslovaquia. Su último juego fue un amistoso contra Letonia, el juego se llevó a cabo el 16 de agosto de 2006, una victoria de los rusos por 1 a 0. En total para la selección de Rusia jugó 25 partidos y marcó 2 goles.

## Clubes
| Club               | País  | Año         | Partidos | Goles |
| FC Rostov          | Rusia | 1991 - 1996 | 117      | 25    |
| FC Lokomotiv Moscú | Rusia | 1997 - 2007 | 278      | 95    |
| FC Saturn          | Rusia | 2007 - 2010 | 53       | 7     |
| FC Lokomotiv Moscú | Rusia | 2010 - 2013 | 43       | 4     |
| FC Lokomotiv Moscú | Rusia | 2017        | 1        | 0     |